# Doryanthes
Doryanthes és l'únic gènere de la família de plantes amb flors Doryanthaceae. Aquest gènere té dues espècies, D. excelsa i D. palmeri, les dues són plantes natives del litoral de l'est d'Austràlia i són plantes suculentes.
Creixen en forma de roseta i només floreixen passats els 10 anys.